# Laura Ingraham
Laura Anne Ingraham (Glastonbury, 19 giugno 1963) è una giornalista statunitense, conduttrice dall'ottobre 2017 di The Ingraham Angle su Fox News Channel e responsabile di LifeZette..
Repubblicana e conservatrice, in precedenza ha condotto un programme radiofonico trasmesso su scala nazionale, The Laura Ingraham Show
Ha lavorato come speechwriter nell'amministrazione Reagan alla fine degli anni '80. In seguito, ha conseguito il titolo diJuris Doctor e poi ha lavorato come cancelliere giudiziaria presso la Corte d'Appello del Secondo Circuito di New York e poi per il giudice della Corte Suprema degli Stati Uniti Clarence Thomas. Ha anche lavorato per lo studio legale Skadden, Arps, Slate, Meagher & Flom a New York City. Ingraham ha iniziato la sua carriera nei media a metà degli anni '90.

## Biografia
Ingraham è cresciuta a Glastonbury, nel Connecticut,suo luogo natale, figlia di Anne Caroline (nata Kozak) e James Frederick Ingraham III. I suoi nonni materni erano immigrati polacchi e suo padre era di origini irlandesi e inglesi. Si è diplomata alla Glastonbury High School nel 1981.
Nel 1985 ha conseguito una laurea presso il Dartmouth College. Ha poi frequentato la University of Virginia School of Law, dove ha scritto per Virginia Law Review.  Ha ottenuto un dottorato in giurisprudenza nel 1991. Nell'aprile 2022, un suo tweet, che intendeva criticare il condono del debito studentesco ha invece inavvertitamente ha ottenuto un'ampia attenzione (esponendosi anche al ridicolo) perché ha rivelato di aver permesso a sua madre, all'età di 73 anni e ancora al lavoro come cameriera, di continuare a pagarle i prestiti studenteschi nel 1993-94, nonostante in quel periodo fosse già uscita da scuola da alcuno anni e guadagnasse, presumibilmente, più dello stipendio di una cameriera, visto che lavorava presso lo studio legale di newyorkese Skadden, Arps, Slate, Meagher & Flom.

## Carriera

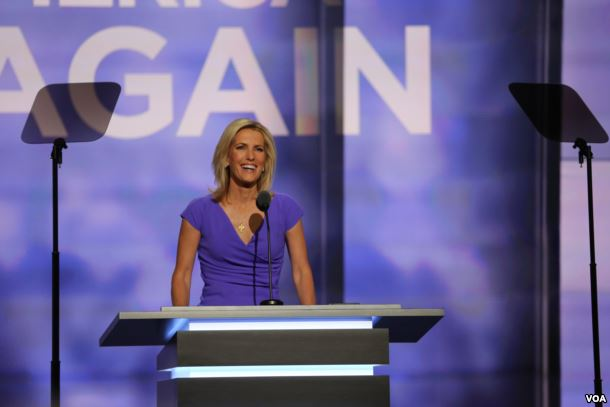
Ingraham parla alla Convention nazionale repubblicana nel 2016

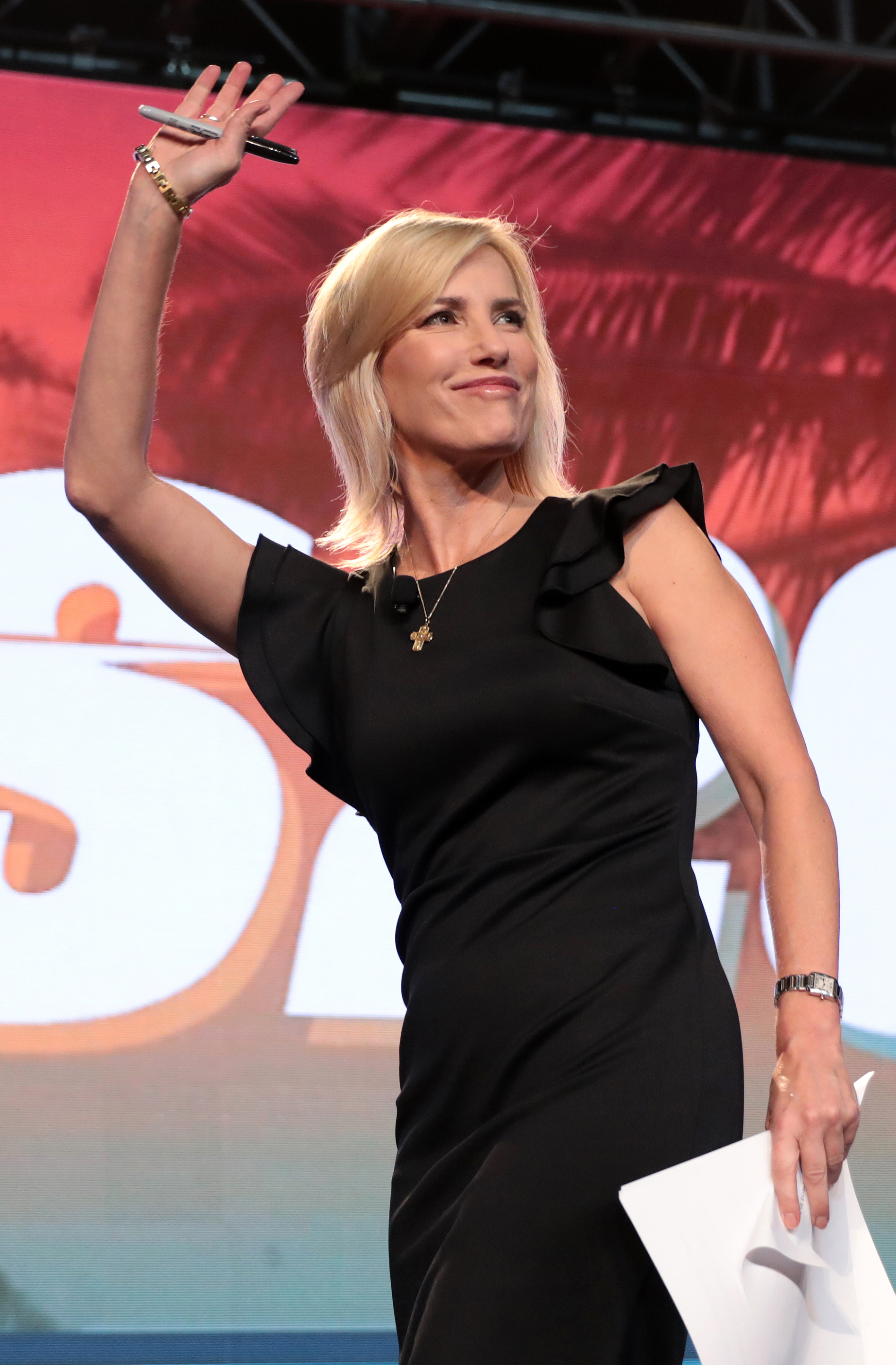
Ingraham a una conferenza politica nel dicembre 2018

Alla fine degli anni '80, ha lavorato nell'amministrazione  di Ronald Reagan come autrice dei discorsi del consulente per la politica interna. Ha anche lavorato brevemente come direttrice di The Prospect, la rivista pubblicata da Concerned Alumni di Princeton. Dopo l'università, nel 1991 ha lavorato come cancelliere legale per il giudice Ralph K. Winter Jr. della Corte d'Appello degli Stati Uniti per il Secondo Circuito, a New York, e 8n seguito come cancelliere per il giudice della Corte Suprema degli Stati Uniti Clarence Thomas. Ha poi lavorato come avvocato presso lo studio legale Skadden, Arps, Slate, Meagher & Flom con sede a New York. Nel 1995 è apparsa sulla copertina del New York Times Magazine in relazione a una storia sui giovani conservatori.
Nel 1996, lei e Jay P. Lefkowitz hanno organizzato il primo weekend di Dark Ages in risposta al Renaissance Weekend..

### Presentatrice di programmi televisivi
Ingraham ha avuto tre periodi come conduttrice televisiva via cavo. È diventata una conduttrice per la prima volta su MSNBC nel 1996. Alla fine degli anni '90, è diventata una commentatrice della CBS e ha ospitato il programma MSNBC Watch It!. Diversi anni dopo, nel suo programma radiofonico, Ingraham iniziò a fare una campagna per un altro programma televisivo via cavo. Nel 2008, Fox News Channel le ha dato una prova di tre settimane per un nuovo spettacolo intitolato Just In. Nell'ottobre 2017, è diventata la conduttrice di un nuovo programma di Fox News Channel, The Ingraham Angle.

### Conduttrice di programmi radiofonici
Ingraham ha lanciato The Laura Ingraham Show nell'aprile 2001.  Lo spettacolo è stato ascoltato su 306 stazioni e su XM Satellite Radio. Originariamente era distribuito da Westwood One, ma è stato trasferito a Talk Radio Network nel 2004. Nel 2012, il programma radiofonico di Ingraham è stato classificato come quinto in America da Talkers Magazine. Nel novembre 2012, ha annunciato la sua partenza da Talk Radio Network, rifiutando di rinnovare il suo contratto con TRN dopo quasi un decennio di associazione con la rete. È stata la seconda grande presentatrice della formazione di TRN a lasciare la rete quell'anno: l'altro grande programma di TRN, The Savage Nation, ha lasciato TRN due mesi prima. Il suo nuovo programma, distribuito da Courtside Entertainment Group, è andato in onda il 2 gennaio 2013. Ingraham continua a produrre materiale per la divisione PodcastOne di Courtside.

## Opinioni

### 6 gennaio 2021, attacco al Campidoglio degli Stati Uniti
Dopo l'attacco al Campidoglio degli Stati Uniti da parte dei sostenitori di Trump il 6 gennaio 2021, Ingraham è stata tra coloro che hanno avanzato la teoria del complotto secondo cui  responsabili dell'attacco erano persone legate al movimento Antifa.. 
In seguito, durante il suo programma, ha ridicolizzato quattro membri della Polizia del Campidoglio e della Polizia di Washington, che avevano risposto direttamente all'insurrezione, dopo aver testimoniato davanti ai membri della Camera il 27 luglio 2021.
Durante l'assalto al Campidoglio, ha scritto un appello indirizzato al capo di stato maggiore di Trump, Mark Meadows: "Mark, il presidente deve dire alle persone in Campidoglio di tornare a casa. Questo sta danneggiando tutti noi. Sta distruggendo la sua eredità".
Quella stessa sera, durante il suo spettacolo su FOX, Ingraham Angle, ha minimizzato il coinvolgimento dei sostenitori del deposto presidente, affermando: "Probabilmente non erano tutti sostenitori di Trump. Non ho mai visto i partecipanti alla manifestazione di Trump indossare caschi, caschi neri, caschi marroni, zaini neri, uniformi, ho visto in alcuni di loro degli scatti di follia", un'affermazione che è contraddetta dal precedente appello indirizzato a Meadows.

## Vita privata
È madre single di tre figli adottivi: Maria, adottata dal Guatemala nel 2008, Michael Dmitri, adottato dalla Russia nel 2009; Nikolai Peter, adottato in Russia nel 2011.

## Opere
- The Hillary Trap: Looking for Power in All the Wrong Places, pubblicato per la prima volta nel giugno 2000, è stato aggiornato e ristampato in brossura il 25 dicembre 2005. Accusa Hillary Clinton di essere una falsa femminista,[26]  il cui " femminismo liberale ha creato un cultura che premia la dipendenza, incoraggia la frammentazione, mina le famiglie e celebra il vittimismo".[27]
- Shut Up & Sing: How Elites from Hollywood, Politics, and the UN Are Subverting America, pubblicato il 25 ottobre 2003, denuncia le élite liberali in politica, media, università, arte e intrattenimento, affari e organizzazioni internazionali, per mancanza di rispetto nei confronti dei medio americani, che l'autrice elogia come "il tipo di persone che sono la linfa vitale di sane società democratiche".[28]
- Power to the People, un best seller numero uno del New York Times,[29][30] pubblicato l'11 settembre 2007; si concentra su ciò che Ingraham chiama la "pornificazione" dell'America e sottolinea l'importanza della partecipazione popolare alla cultura, promuovendo i valori conservatori nella vita familiare, nell'educazione e nel patriottismo.
- The Obama Diaries , best seller numero uno del New York Times,[31]  pubblicato il 13 luglio 2010. Il libro è una raccolta fittizia di voci di diario presumibilmente fatte dal presidente Barack Obama, che Ingraham usa in modo satirico per criticare Obama, la sua famiglia e la sua amministrazione.[32]
- Of Thee I Zing, best seller del New York Times,[33] pubblicato il 12 luglio 2011. Il libro è una raccolta di aneddoti umoristici volti a sottolineare il declino della cultura americana.
- Billionaire at the Barricades, pubblicato nel 2017. Il libro spiega la vittoria elettorale di Donald Trump nel 2016 come la continuazione di una rivoluzione populista, iniziata da Ronald Reagan, con un forte sostegno della classe operaia.